# Tibor Grasser
Tibor Grasser (* 1970 in Wien) ist ein Universitätsprofessor an der Technischen Universität Wien, Österreich. Außerdem war er als Boogie- und Bluespianist bekannt. 

## Wissenschaft
Grasser studierte Elektrotechnik an der TU Wien, das Doktoratsstudium schloss er 1999 mit Auszeichnung ab. Heutzutage ist er Universitätsprofessor an der Technischen Universität Wien (Leiter des Instituts für Mikroelektronik). Er ist Mitautor von über 700 wissenschaftlichen Papers und Vorträgen im Felde von modernen kurzkanäligen Transistoren, integrierten Schaltungen und Zuverlässigkeitsproblemen. Der Schwerpunkt seiner Forschungen liegt in den Simulationen der Halbleiterbauelemente. Etliche Veröffentlichungen überlappen sich auch mit den Bereichen der Festkörperphysik und Quantenmechanik. Sein h-Index beträgt 49 (Stand: 2020). 

## Musik
Neben seinen Forschungsaktivitäten widmet er Zeit der Musik. Seinen ersten Klavierunterricht bekam er mit acht Jahren. Mit 17 hörte er zum ersten Mal Boogie und entschied sich, bei dieser Musik zu bleiben. Bereits als 20-Jähriger hatte er dann seine ersten Auftritte, u. a. zusammen mit Martin Pyrker. 1995 erschien die erste CD, Great Boogie News auf Document Records; hier spielte er mit Frank Muschalle, Martin Pyrker, Daniel Gugolz (Bass) und Peter Müller (Schlagzeug). Später erschien auch die CD Kansas City Bounce (1998). 1997 wurde sein Auftritt mit Hannes Otahal in Willkommen Österreich ausgestrahlt.
| Personendaten    | Personendaten                             |
| ---------------- | ----------------------------------------- |
| NAME             | Grasser, Tibor                            |
| KURZBESCHREIBUNG | österreichischer Blues- und Boogiepianist |
| GEBURTSDATUM     | 1970                                      |
| GEBURTSORT       | Wien                                      |